# Mio Mao - Fatiche ed avventure di alcuni giovani occidentali per introdurre il vizio in Cina
Mio Mao - Fatiche ed avventure di alcuni giovani occidentali per introdurre il vizio in Cina è un film del 1970 diretto da Nicolò Ferrari.

## Trama
Il giovane Giuda è un contestatore intollerante al regime cinese, così decide di partire per la Cina con un gruppo di altri giovani rivoluzionari come lui.